# Philippsheim
Philippsheim es un municipio situado en el distrito de Bitburg-Prüm, en el Estado federado de Renania-Palatinado (Alemania). Tiene una población estimada, a fines de 2020, de 82 habitantes.
Está ubicado al noroeste del Estado, en la región de Eifel, cerca de la frontera con Luxemburgo y al norte de la ciudad de Tréveris y del río Mosela —un afluente del Rin por la izquierda—.